# The Little Lion Hunter
Pour plus de détails, voir Fiche technique et Distribution.
The Little Lion Hunter est un dessin animé américain de la série Merrie Melodies, réalisé par Chuck Jones sur un scénario de Robert Givens, et sorti en 1939. Il met en scène pour la première fois Inki le chasseur et l'oiseau Minah.

## Fiche technique
- Titre : The Little Lion Hunter
- Réalisation : Chuck Jones
- Scénario : Robert Givens
- Production : Leon Schlesinger Studios
- Musique originale : Carl W. Stalling
- Montage et technicien du son : Treg Brown (non crédité)
- Durée : 7 minutes
- Pays de production : États-Unis
- Langue : anglais
- Distribution : 1939 : Warner Bros. Pictures
- Format : 1,37 :1 Technicolor Mono
- Date de sortie : 
  - États-Unis : 7 octobre 1939

## Voix
- Mel Blanc : le lion

## Animateurs
- Robert Cannon
- Virgil Ross (non crédité)
- Charles McKimson (non crédité)
- John Didrik Johnsen (décors) (non crédité)

## Musique
- Carl W. Stalling, directeur de la musique
- Milt Franklyn, orchestration (non crédité)

### Titre musical
- Ouverture de La Grotte de Fingal

Musique par Felix Mendelssohn